# Lewski Sofia
Lewski Sofia (offiziell: PFK (Profesionalen futbolen klub) Lewski Sofia (ПФК Левски София), englische Transkription: Levski Sofia) ist ein professioneller Fußballverein aus Sofia, Bulgarien.

## Geschichte

### Gründungsphase
Der Verein wurde am 24. Mai 1914 von Studenten einer Hochschule in Sofia unter dem Namen „ZS Lewski Sofia“ gegründet. Der Name stammt von Wassil Lewski, einem bulgarischen Freiheitskämpfer während der osmanischen Besatzungszeit. Anfangs waren die Vereinsfarben gelb und rot. Lange verfügte der Klub über keine eigene Spielstätte und absolvierte seine Spiele und Trainingseinheiten auf militärischem Gelände.
1920 änderte Lewski die Farben des Vereins in das heute noch verwendete Blau. Nach Umbenennungen in der Aufbauzeit in „Lewskiego Sofia“, „Spartak Sofia“ und „Sportista Sofia“ gewann der Verein als „SK Lewski Sofia“ 1933 seine erste Meisterschaft, durch einen 3:1-Sieg im Finale gegen „Schipenski Sokol Warna“ (heute: Spartak Warna). Im gleichen Jahr wurde das Wassil-Lewski-Stadion fertiggestellt.
Nachdem Lewski dreimal nicht an den Endrunden teilgenommen hatte, konnte Lewski bei dem nächsten Versuch 1937 erneut die Meisterschaft gewinnen. 1942 wurde die Trophäensammlung erweitert, als der Verein nebst seiner dritten Meisterschaft zum ersten Mal den Pokal gewann.

### Nachkriegszeit
Nach Ende des Zweiten Weltkrieges begann für Lewski zunächst eine sehr erfolgreiche Epoche, als der Verein zwischen 1946 und 1950 vier Meisterschaften in Kombination mit dem neu errichteten Sowjetarmee-Pokal gewinnen konnte (nur 1948 blieb die Mannschaft ohne Titel). In diese Zeit (1949) fiel auch eine erneute Umbenennung in „Dinamo Sofia“.
In den 1950er-Jahren stieg der kurz zuvor gegründete Armeesportklub ZSKA Sofia zum dominierenden Fußballverein Bulgariens auf. Lewski wurde in Dinamo umbenannt und konnte nur noch eine einzige Meisterschaft gewinnen (im Jahr 1953). Zum Abschluss des Jahrzehnts erarbeitete sich der Verein seinen späteren Ruf als Pokalmannschaft, als 1956, 1957 und 1959 erneut der Sowjetarmee-Pokal errungen werden konnte, wobei 1957 eine Rückkehr zum alten Namen stattfand und somit die letzten beiden genannten Titel als „FD Lewski Sofia“ gewonnen wurden.

### 1960er-Jahre und der Europapokal
Durch den Gewinn der neunten Meisterschaft 1965 qualifizierte sich Lewski erstmals für den Europapokal der Landesmeister und unterlag dort im Achtelfinale knapp Benfica Lissabon. Nach dem Gewinn des Sowjetarmee-Pokals in den Jahren 1967 und 1968 erreichte Lewski durch den Meistertitel im selben Jahr erneut den Landesmeisterwettbewerb. In der Folge der Invasion der sowjetischen Truppen in der Tschechoslowakei zog Lewski jedoch gemeinsam mit einigen anderen osteuropäischen Vereinen seine Teilnahme am Pokal zurück, nachdem zunächst das Komitee der UEFA bereits ausgeloste Erstrundenbegegnungen „zwischen Ost und West“ wiederholen ließ, um die politische Brisanz aus dem Sport herauszunehmen.
1969 fusionierte Lewski mit „FD Spartak Sofia“ und trat bis 1985 unter dem Namen „DFS Lewski-Spartak Sofia“ an.

### Comeback in den 1970er- und 1980er-Jahren
Was sich in den Jahren zuvor durch die Titelgewinne bereits andeutete, entwickelte sich in der Folgezeit zunehmend, als es dem Verein gelang, zwischen 1970 und 1988 sieben Meisterschaften, acht Sowjetarmee-Pokale und drei Ausgaben des zur Saison 1980/1981 wiedereingeführten bulgarischen Pokals zu gewinnen, wobei 1984 sogar das Triple gewonnen wurde.
1985 folgte ein dunkles Kapitel des Vereins. Kurz vor Ablauf der Saison spielte Lewski das Pokalfinale gegen ZSKA Sofia, das von beiden Seiten äußerst brutal geführt wurde und zahlreiche rote Karten zur Folge hatte. Der bulgarische Verband schloss beide Mannschaften vom letzten Spieltag aus, kürte den Drittplatzierten Botew Plowdiw zum Meister (im Jahr 1990 wurde dies rückgängig gemacht und Lewski erhielt nachträglich den Titel) und sprach eine Reihe von persönlichen Strafen aus. Der Verein löste sich kurzfristig auf und wurde als „FK Witoscha Sofia“ neu gegründet.

### Moderne Entwicklungen seit den 1990er-Jahren

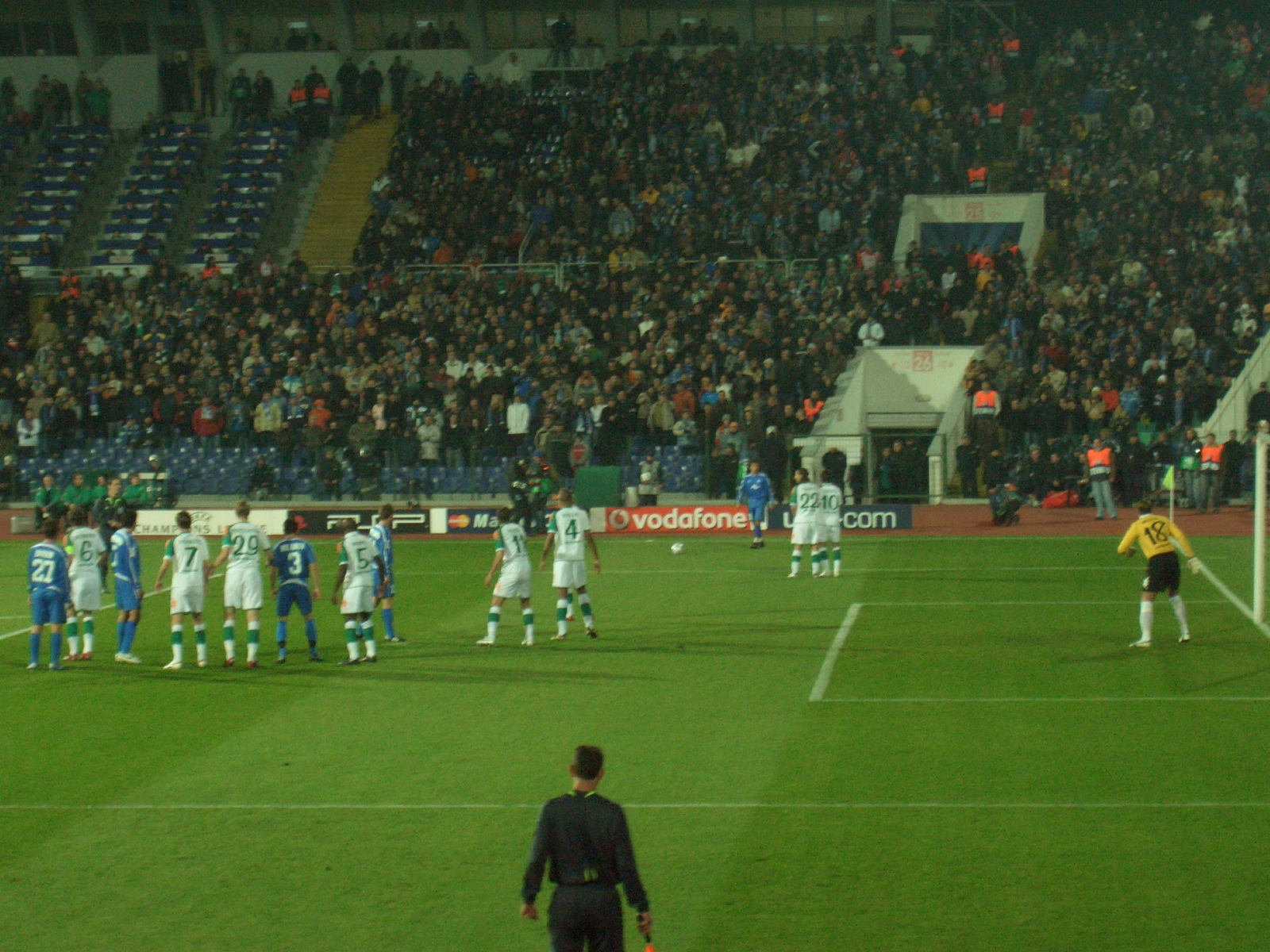
Lewski Sofia gegen Werder Bremen in der Saison 2006/07

Nachdem der Verein 1990 seinen alten Namen als „FK Lewski-13 Sofia“ wiederbelebte, gewann er nach dem Pokalsieg in den Jahren 1991 und 1992 im darauffolgenden Jahr seine 18. Meisterschaft und unterlag in der darauffolgenden Saison, wiederum als „Lewski-1913 Sofia“, im Achtelfinale der neuen UEFA Champions League gegen Werder Bremen und verpasste die Gruppenphase nur knapp.
Nebst zweier Pokalsiege 1994 und 1998 konnte Lewski nach zwei Meisterschaften in den Jahren 1994 und 1995 als bulgarischer Titelträger jeweils aufgrund des niedrigen nationalen Koeffizienten in der UEFA-Fünfjahreswertung nur am UEFA-Pokal teilnehmen. Im Jahr 1998 nahm Lewski seine heute noch gültige Bezeichnung „PFK Lewski Sofia“ an.

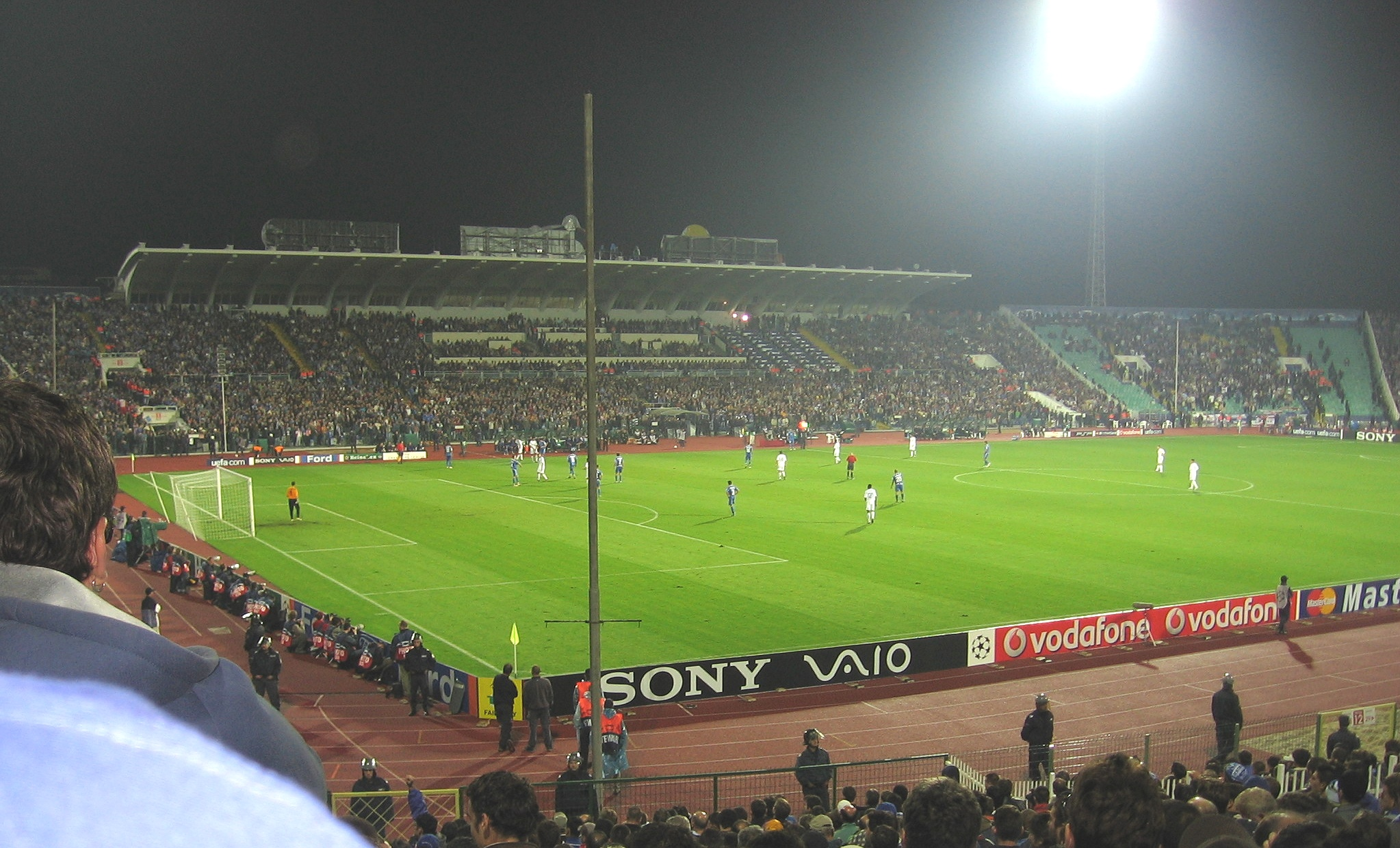
Lewski Sofia in einem Spiel der UEFA Champions League in der Saison 2006/07 gegen Chelsea London

Seit dem Jahr 2000 ist Lewski der erfolgreichste Verein des Landes mit momentan vier Meisterschaften, vier Pokalsiegen und dem Gewinn des Supercups 2005. Nach dem Sieg gegen Chievo Verona (Italien) in der Qualifikation, gelang im August 2006 zum ersten Mal auch die Teilnahme einer bulgarischen Mannschaft an der Champions League. Im ersten Spiel gegen Barcelona verloren sie jedoch mit 0:5. Auch die restlichen Spiele gingen verloren.

## Kader 2024/25
Stand: 15. August 2024
| Nr. |             | Position | Name                 |
| --- | ----------- | -------- | -------------------- |
| 1   | Bulgarien   | TW       | Plamen Andreew       |
| 3   | Brasilien   | AB       | Maicon               |
| 4   | Venezuela   | AB       | Christian Makoun     |
| 5   | Niederlande | AB       | Kellian van der Kaap |
| 6   | Brasilien   | AB       | Tsunami              |
| 7   | Brasilien   | ST       | Fábio Lima           |
| 8   | Ghana       | MF       | Carlos Ohene         |
| 9   | Bulgarien   | ST       | Alkesandar Kolew     |
| 10  | Bulgarien   | MF       | Assen Mitkow         |
| 11  | Spanien     | MF       | Jawad El Jemili      |
| 12  | Frankreich  | ST       | Mustapha Sangaré     |
| 14  | Bulgarien   | MF       | Ilijan Stefanow      |
| 15  | Bulgarien   | AB       | Aleksandar Bozhilov  |
| 16  | Bulgarien   | ST       | Preslav Bachev       |
| 17  | Brasilien   | ST       | Everton Bala         |

| Nr. |            | Position | Name                    |
| --- | ---------- | -------- | ----------------------- |
| 19  | Bulgarien  | MF       | Kristiyan Yovov         |
| 20  | Bulgarien  | MF       | Assen Tschandarow       |
| 21  | Portugal   | AB       | Aldair                  |
| 22  | Bulgarien  | AB       | Patrick-Gabriel Galchev |
| 23  | Slowakei   | MF       | Patrik Myslovič         |
| 27  | Bulgarien  | AB       | Borislav Rupanov        |
| 30  | Nigeria    | MF       | Clement Ikenna          |
| 40  | Bulgarien  | AB       | Viktor Lyubenov         |
| 44  | Kroatien   | TW       | Matej Marković          |
| 50  | Bulgarien  | AB       | Kristian Dimitrow       |
| 77  | Bulgarien  | AB       | Deyvid Mihalev          |
| 88  | Bulgarien  | ST       | Marin Petkow            |
| 97  | Frankreich | MF       | Hassimi Fadiga          |
| 99  | Bulgarien  | TW       | Iwan Andonow            |

## Sportliche Erfolge
- Bulgarischer Meister (26): 1933, 1937, 1942, 1946, 1947, 1949, 1950, 1953, 1965, 1968, 1970, 1974, 1977, 1979, 1984, 1985, 1988, 1993, 1994, 1995, 2000, 2001, 2002, 2006, 2007, 2009
- Bulgarischer Pokalsieger (14): 1942, 1982, 1984, 1986, 1991, 1992, 1994, 1998, 2000, 2002, 2003, 2005, 2007, 2022
- Sowjetarmee-Pokalsieger (16): 1946, 1947, 1949, 1950, 1956, 1957, 1959, 1967, 1970, 1971, 1976, 1977, 1979, 1984, 1987, 1988
- Bulgarischer Supercup (3): 2005, 2007, 2009

## Lewski Sofia B
Lewski Sofia B oder Lewski B ist die zweite Mannschaft Lewski Sofias. 2008 gründete der bulgarische Fußballverband eine Liga für die Reservemannschaften der Topvereine. So wurde 2008 dann auch Lewski Sofia B gegründet. In der zweiten Mannschaft Lewskis spielen hauptsächlich junge Spieler und Talente, die auch in der ersten Mannschaft zum Einsatz kommen. In der zweiten Mannschaft sollen diese Spieler an die erste herangeführt werden. Es dürfen aber auch alle Spieler, die in der ersten Mannschaft spielen, auch in der zweiten zum Einsatz kommen. Der Trainer ist momentan Biser Hazday.

## Stadion

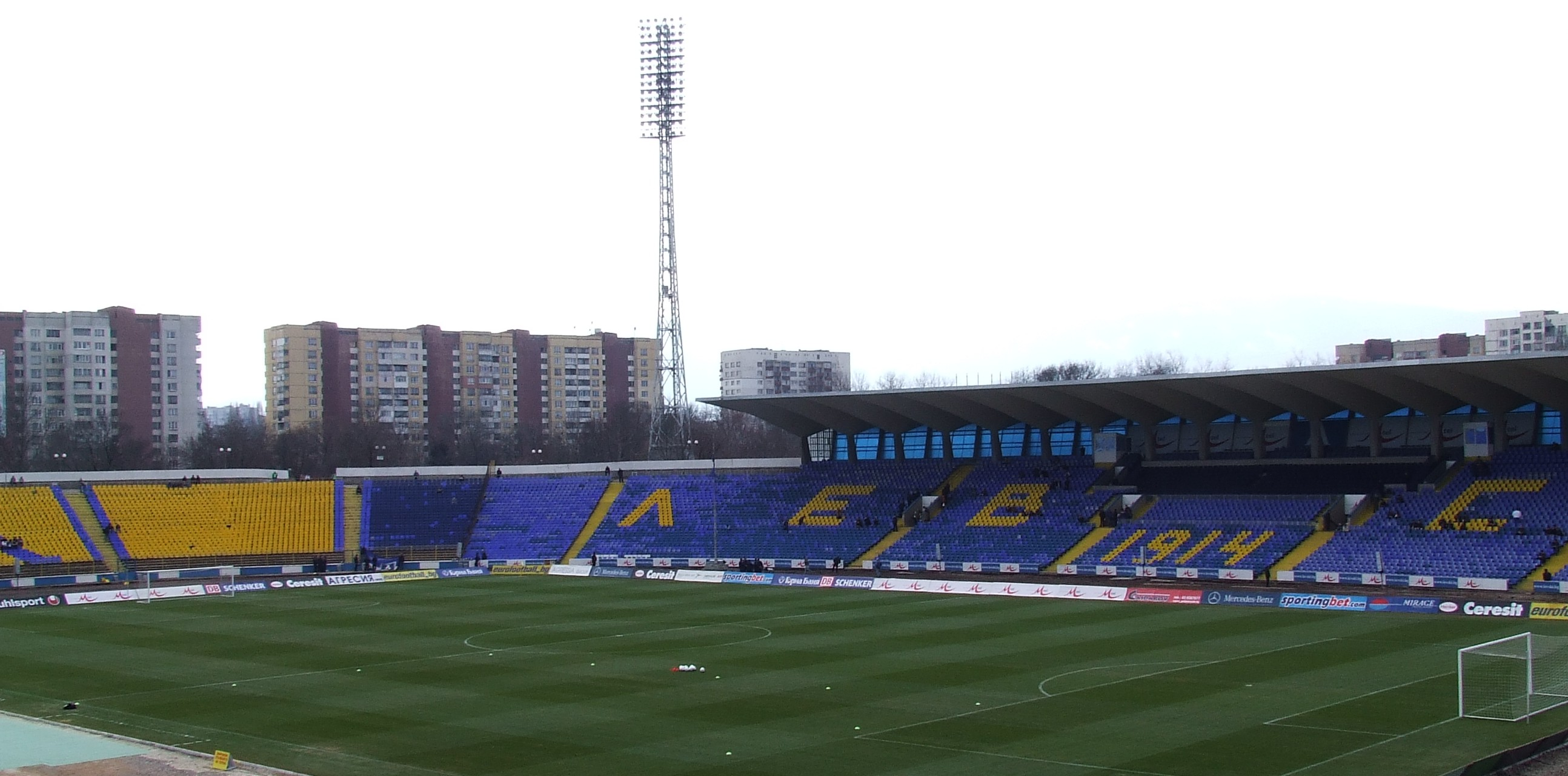
Die Vivacom Arena – Georgi-Asparuchow-Stadion

Lewski trägt seine Liga und Pokalspiele in der Vivacom Arena – Georgi-Asparuchow-Stadion. Europäische Pokalspiele werden im Wassil-Lewski-Nationalstadion ausgetragen, da das Georgi-Asparuchow-Stadion nicht den UEFA-Vorschriften entspricht.

## Anhänger
Lewski Sofia muss manchmal wegen übler Entgleisungen von einem Teil seiner Anhänger eine Strafe zahlen. Ein paar Lewski-Fans hatten z. B. an einem 20. April während eines Ligaspiels ein Spruchband mit der Aufschrift „Herzlichen Glückwunsch zum Geburtstag“ und „Er hatte recht“ ausgerollt und daneben die Zahl 18 präsentiert, die für die Initialen Adolf Hitlers steht. Zudem zeigten die Anhänger Hakenkreuz-Plakate.

## Ehemalige Spieler
Stanislaw Angelow  (2001–2007, Abwehr)
Er kam vom Lokalrivalen ZSKA Sofia und absolvierte über 200 Ligaspiele für Lewski. Außerdem nahm er mit Lewski an der UEFA Champions League 2006/07 teil. Der Abwehrspieler wurde mit Lewski Sofia dreimal Meister und viermal Pokalsieger in Bulgarien. 2007 verließ er Lewski und wechselte nach Deutschland.
Georgi Asparuchow†  (1959–1961, 1963–1971, Sturm)
„Gundi“ schoss in 199 Spielen für Lewski Sofia beachtliche 125 Tore. Nachdem er in seinem ersten Anlauf bei Lewski in 23 Spielen nur 7 Tore schoss, spielte er zwei Jahre bei Botew Plowdiw, bevor er zurück nach Sofia kam. Nach ihm ist auch das Heimstadion Lewskis, das Georgi-Asparuchow-Stadion benannt. Der Stürmer wurde dreimal A Grupa Meister und viermal Bulgarischer Pokalsieger.
Daniel Borimirow  (1990–1995, 2003–2008, Mittelfeld)
Der 70-malige Bulgarische Nationalspieler war fünfmal Bulgarischer Meister und fünfmal bulgarischer Pokalsieger. Außerdem war er 2005 bester Spieler der bulgarischen A Grupa. Der Mittelfeldspieler zählte ebenfalls zum Kader der an der UEFA Champions League 2006/07 teilnahm.
Marian Christow  (1995–1997, Mittelfeld)
Der Mittelfeldspieler absolvierte 56 Ligaspiele für Lewski und schoss dabei 19 Tore. 1997 wechselte der Mittelfeldspieler nach Deutschland.
Waleri Domowtschijski  (2004–2008, Sturm)
In 121 Spielen für Lewski schoss er beachtliche 60 Tore. Er galt als großes Talent bei Lewski und nahm mit der Mannschaft an der UEFA Champions League 2006/07 teil. Mit Lewski wurde er zweimal A Grupa Meister und gewann ebenfalls zweimal den Bulgarischen Pokal. 2008 verließ der Stürmer Lewski Richtung Deutschland.
Georgi Donkow  (?–1993, Sturm)
Nachdem er zuvor bei kleineren Vereinen in Soifa gespielt hatte, wechselte der Bulgare zu Lewski.
Petar Hubtschew  (1989–1993, Mittelfeld)
125 Ligaspiele in vier Jahren absolvierte der Mittelfeldspieler für Lewski Sofia. Dabei wurde er einmal Bulgarischer Meister und zweimal Bulgarischer Pokalsieger. 1993 verließ er Lewski und wechselte nach Deutschland.
Nikolaj Iliew  (1983–1989, 1992–1993, Abwehr)
Der 1987 zum Bulgarischen Fußballer des Jahres gewählte Abwehr Spieler absolvierte für Lewski 196 A Grupa Spiele, wurde viermal Meister in Bulgarien und gewann mit Lewski zweimal den Bulgarischen Pokal. Zwischen seinen beiden Spielzeiten bei Lewski spielte er in Italien und Deutschland. Später wechselte er noch nach Frankreich.
Dimitar Iwankow  (1995–2005, Torwart)
Nachdem er 1995 aus der Jugendmannschaft von Lewski Sofia gekommen absolvierte er in 10 Jahren als Profi 275 A Grupa Spiele und schoss dabei 25 Tore. Mit dem Verein gewann er fünfmal den Bulgarischen Pokal und dreimal die A Grupa.
Georgi Iwanow  (1997–2002, 2003–2004, 2006, 2008–2009, Sturm)
„Gonzo“ spielte viermal für Lewski Sofia, absolvierte 204 A Grupa Spiele und schoss dabei 122 Tore und ist somit der Spieler mit den viertmeisten Toren für Lewski. Der Bulgarische Fußballer der Jahre 2001 und 2002 wurde mit Lewski fünfmal Bulgarischer Meister und viermal Pokalsieger. Außerdem wurde er Torschützenkönig der A Grupa 2001. Zwischendurch spielte er in Frankreich, der Türkei und Kroatien. Nach seinem Karriereende 2009 wechselte er in das Management von Lewski Sofia.
Slatko Jankow  (1990–1992, 1992–1995, Abwehr)
Der Abwehrspieler, der auch in Deutschland aktiv war, wurde zweimal Bulgarischer Meister und zweimal Bulgarischer Pokalsieger. Er spielte über 100 Spiele für Lewski wurde er einmal nach Spanien ausgeliehen.
Péter Kabát  (2002, Sturm)
Den ungarischen Ex-Nationalspieler hielt es nur ein halbes Jahr bei Lewski Sofia. Trotzdem gewann er mit Lewski die Bulgarische Liga und den Pokal 2002. Für Lewski absolvierte er 15 Ligaspiele und schoss 5 Tore in der A Grupa.
Borislaw Michajlow  (1981–1989, Torwart)
Der Bulgarische Fußballer des Jahres 1986 absolvierte in acht Saisons für Lewski 180 A Grupa Spiele. Dabei wurde er dreimal Meister und dreimal Pokalsieger. 1989 wechselte er von Lewski nach Portugal.
Nikolaj Michajlow  (2004–2007, Torwart)
Der Sohn des ebenfalls für Lewski spielenden Torhüters Borislaw Michajlow bestritt in drei Jahren für Lewski 44 Spiele in der A Grupa und nahm in der Saison 2006/07 mit Sofia an der Championsleague teil. Außerdem gewann er mit Lewski Sofia jeweils zweimal den Pokal und die Meisterschaft.
Njogu Demba-Nyrén  (2003, Sturm)
2003 kam er für ein halbes Jahr zu Lewski Sofia. Nach einer enttäuschenden Bilanz (10 Spiele 0 Tore) wurde der Stürmer aus Gambia wieder abgegeben.
Gustavo Franchin Schiavolin  (2001–2002, Abwehr)
2002 wurde er mit Lewski A Grupa Meister.
Nasko Sirakow  (1980, 1983–1988, 1991–1992, 1993–1994, Sturm)
Der Stürmer schoss in 258 A Grupa Spielen für Lewski 206 Tore und ist der Spieler mit den meisten Ligatoren für Lewski Sofia. Er gewann mit Lewski Sofia fünfmal die A Grupa und viermal den Bulgarischen Pokal. Zwischen seinen vier Spielzeiten bei Lewski spielte er unter anderem in Spanien und Frankreich.
Igor Tomašić  (2005–2008, Abwehr)
Der Kroate wurde mit Lewski zweimal Pokalsieger und zweimal Meister. Nachdem er für Lewski 130 Ligaspiele bestritten und an der UEFA Champions League 2006/07 teilgenommen hatte, verließ er den Verein 2008 und wechselte nach Israel. Mit Lewski wurde der Abwehrspieler zweimal Meister und gewann zweimal den Pokal in Bulgarien.
weitere ehemalige Spieler
- Eli Zizov
- Daniel Kiss
- Gaúcho
- Stefan Abadschiew
- Stanimir Stoilow

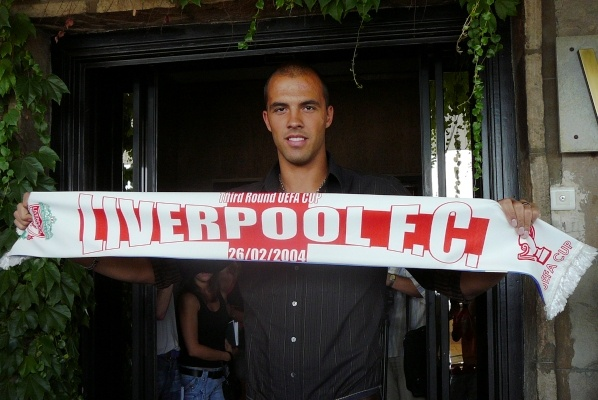
Nikolaj Michajlow nahm in der Saison 2006/07 mit Lewski an der Champions League teil.
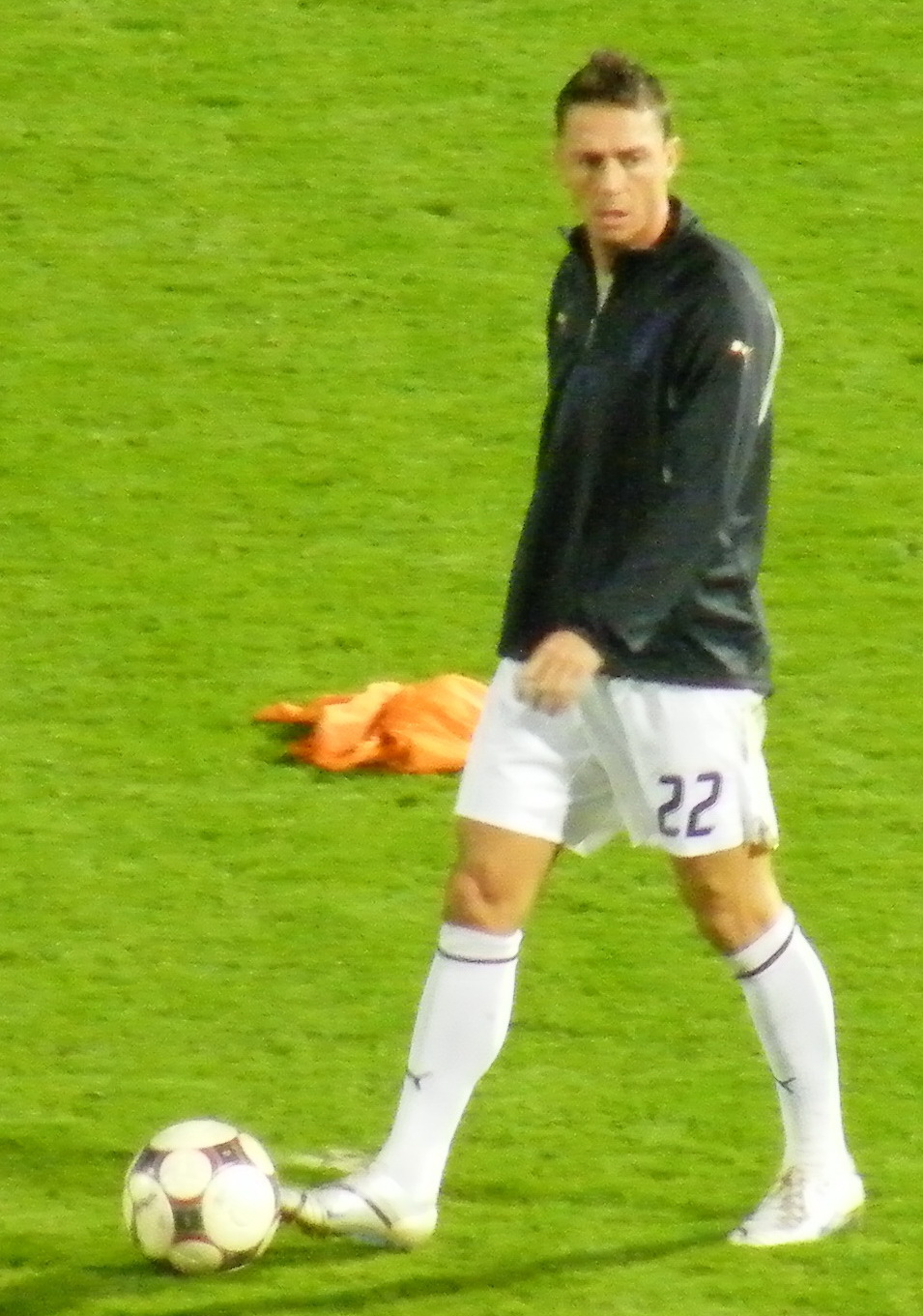
Der ungarische Stürmer Péter Kabát schoss in 15 Spielen für Lewski 5 Tore.
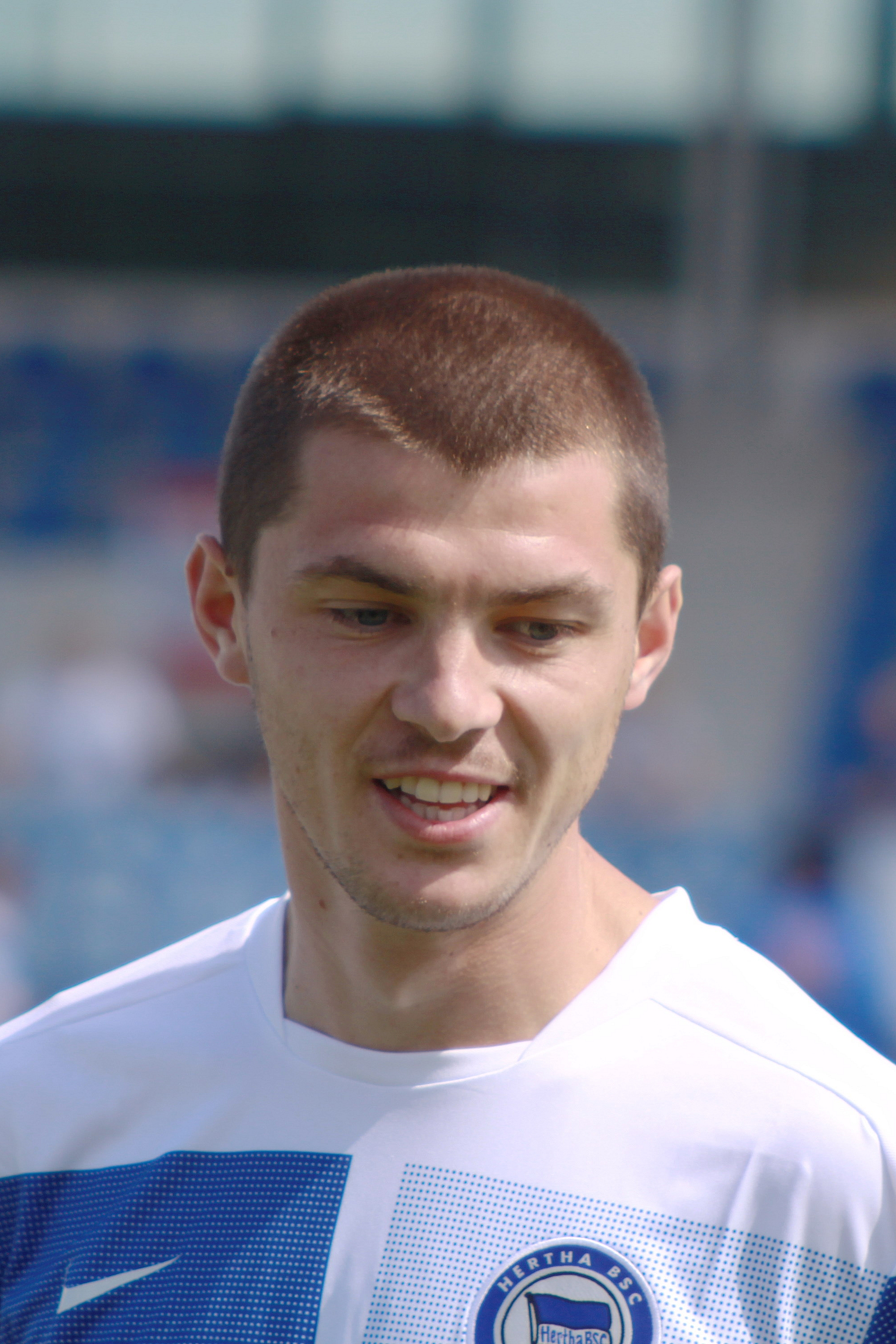
Waleri Domowtschijski schoss in 121 Ligaspielen beachtliche 60 Tore für Lewski.

## Ehemalige Trainer

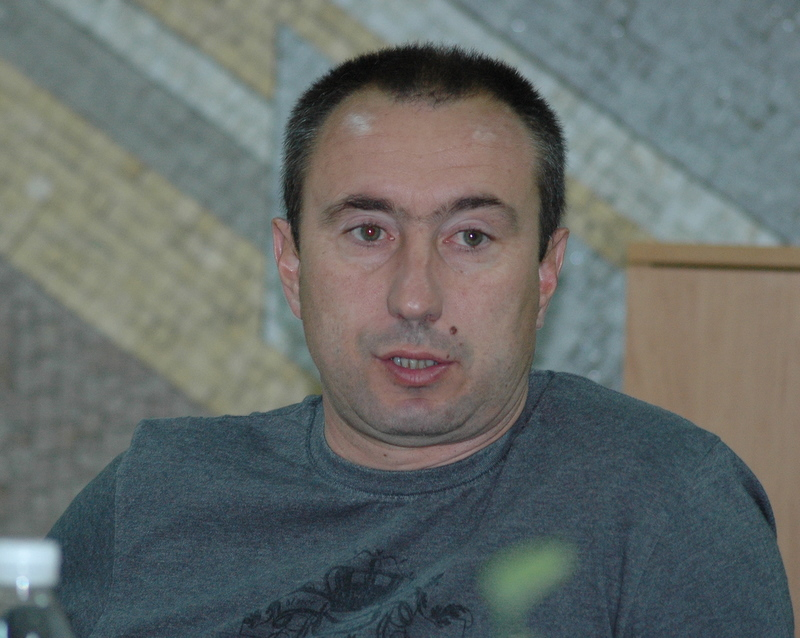
Ex-Lewski-Spieler Stanimir Stoilow war von 2004 bis 2008 Trainer

- Iwan Radoew
- Dimitar Mutafchiew
- Georgi Pachedziew
- Rudolf Vytlačil
- Krasimir Chakarow
- Yordan Arsow
- Iwan Wuzow
- Dobromir Zhechew
- Wassil Metodiew
- Kiril Iwkow
- Pawel Panow
- Georgi Wassilew
- Wjatscheslaw Hrosnyj
- Wladimir Fedotow
- Ljupko Petrović
- Dimitar Dimitrow
- Rüdiger Abramczik
- Slavoljub Muslin
- Stanimir Stoilow
- Emil Welew
- Welislaw Wuzow

## Vereinswappen
Die Vereinswappen von 1914 bis heute:

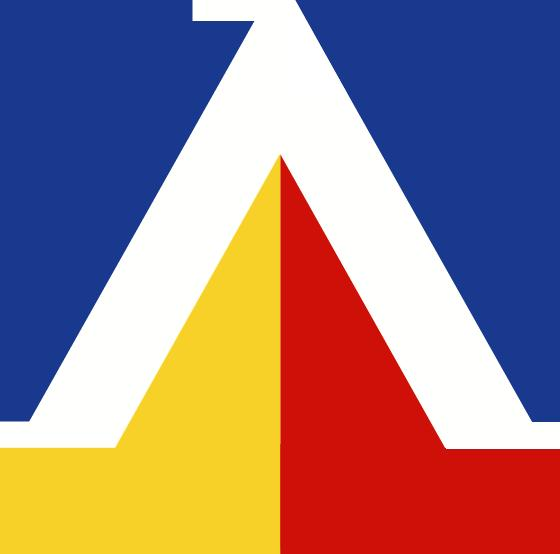
24. Mai 1914 – 28. Juni 1934
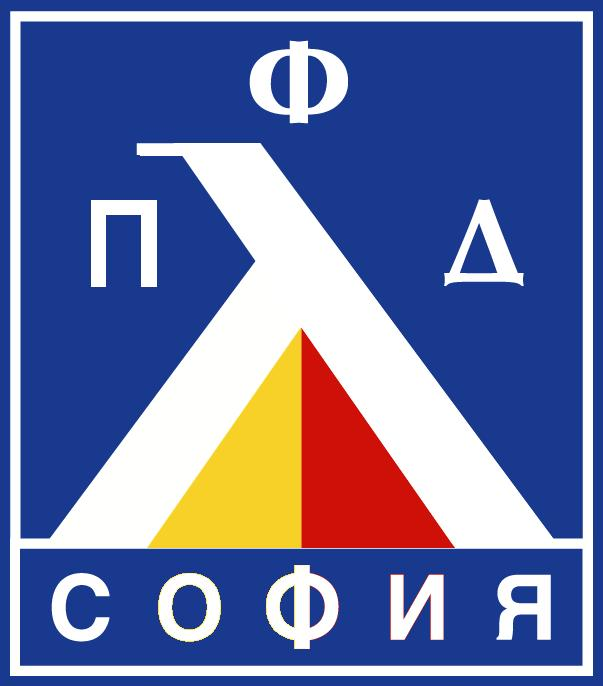
20. Oktober 1944 – 27. August 1949
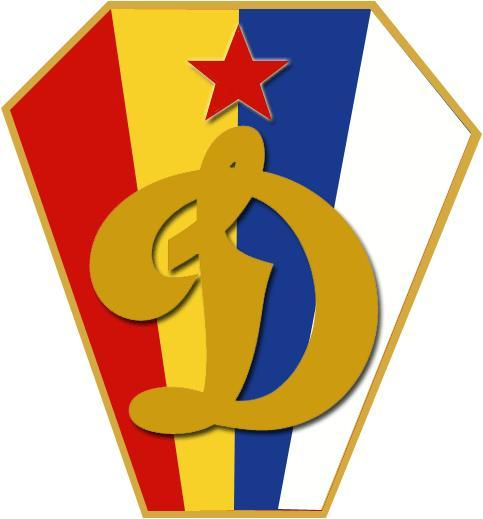
20. September 1949 – 19. April 1957
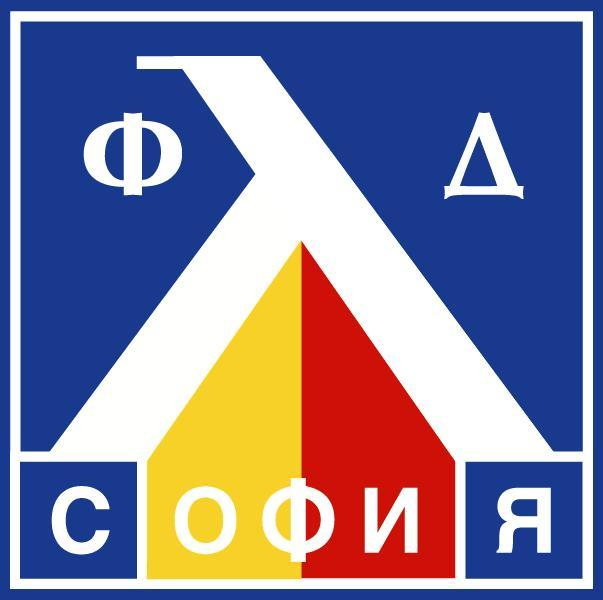
19. April 1957 – 22. Januar 1969
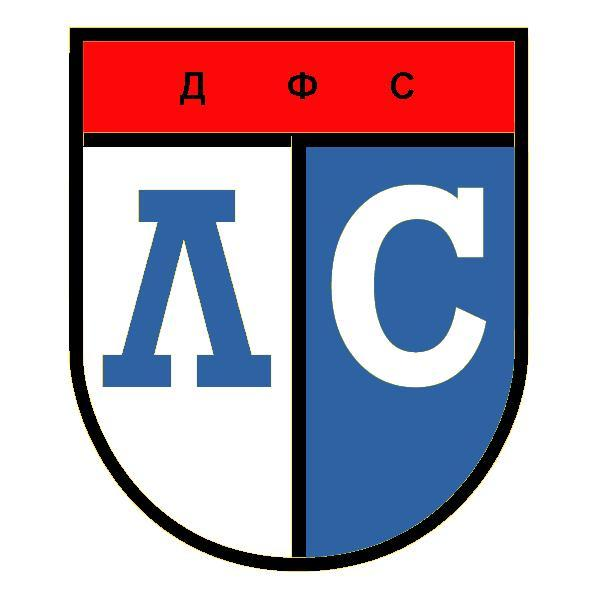
22. Januar 1969 – 21. Juni 1985
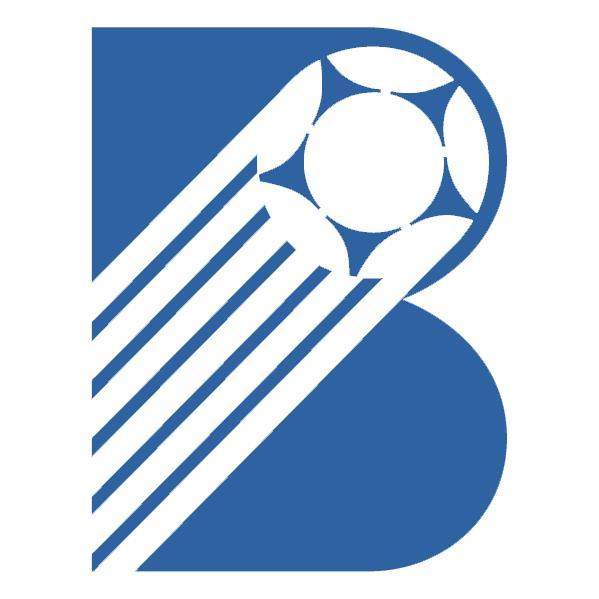
17. Juli 1985 – 17. November 1989
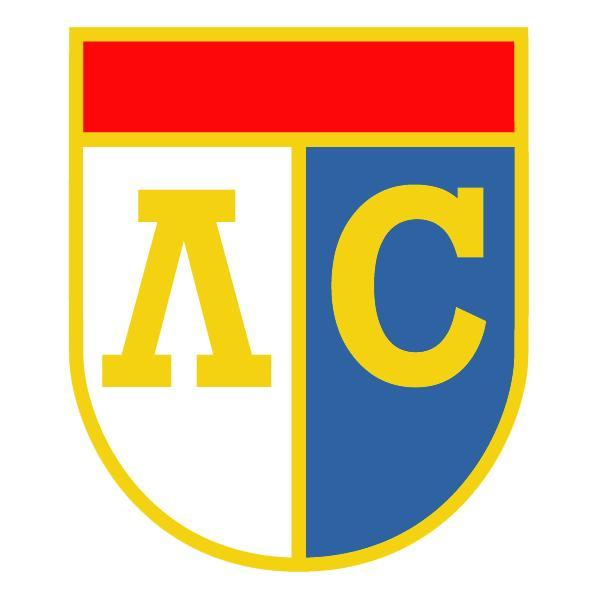
17. November 1989 – 30. Januar 1990
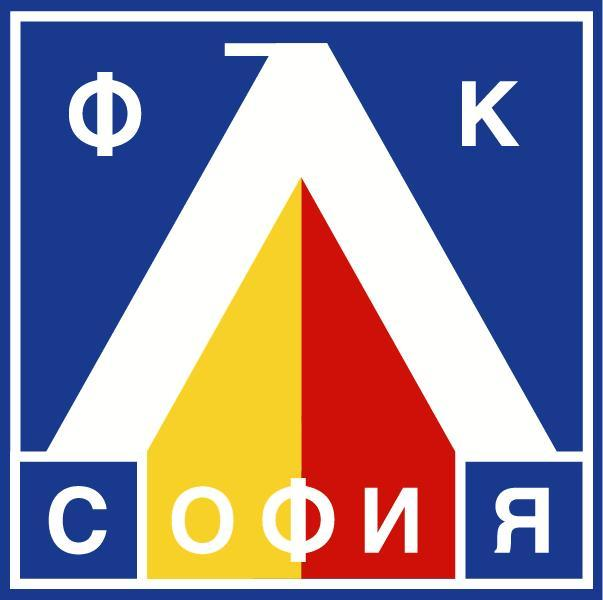
30. Januar 1990 – 6. März 1992
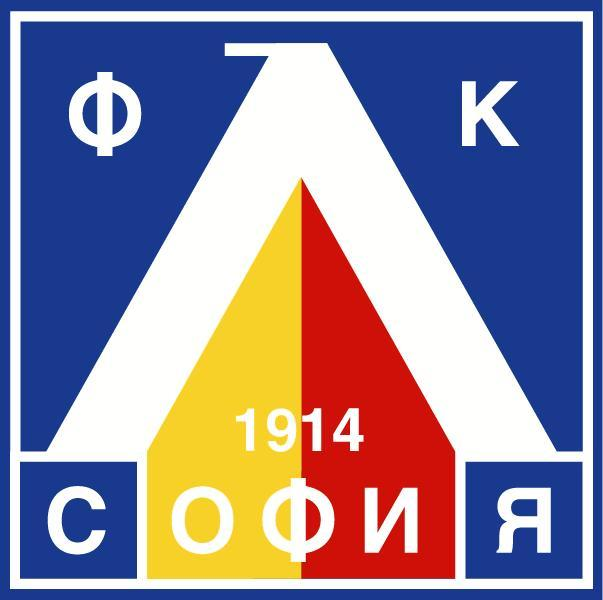
6. März 1992 – 10. März 1998
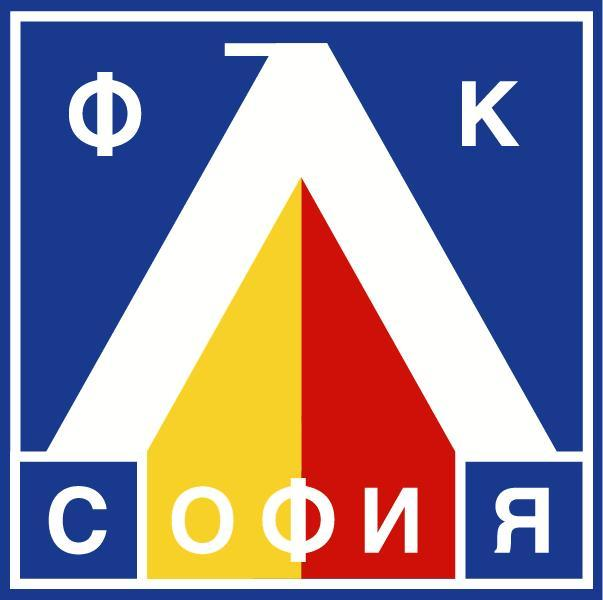
10. März 1998 –
26. September 2006 –[3]

## Rekorde

### Meiste Spiele
| #  | Name              | Karriere            | Spiele | Tore |
| -- | ----------------- | ------------------- | ------ | ---- |
| 1  | Stefan Aladschow  | 1967–1981           | 483    | 4    |
| 2  | Emil Spassow      | 1974–1990           | 415    | 111  |
| 3  | Pawel Panow       | 1969–1981           | 383    | 177  |
| 4  | Kiril Iwkow       | 1967–1978           | 375    | 15   |
| 5  | Aleksandar Kostow | 1956–1971           | 344    | 85   |
| 6  | Elin Topusakow    | 1996–2008/2009–2010 | 335    | 23   |
| 7  | Christo Iliew     | 1954–1968           | 326    | 132  |
| 8  | Stefan Abadschiew | 1953–1968           | 299    | 45   |
| 9  | Plamen Nikolow    | 1977–1992           | 296    | 6    |
| 10 | Wojn Wojnow       | 1971–1981           | 295    | 50   |

### Meiste Tore
| #  | Name              | Karriere            | Spiele | Tore | Durchschnitt |
| -- | ----------------- | ------------------- | ------ | ---- | ------------ |
| 1  | Nasko Sirakow     | 1981–1994           | 258    | 206  | 0.80         |
| 2  | Pawel Panow       | 1969–1981           | 383    | 177  | 0.46         |
| 3  | Georgi Asparuchow | 1959–1971           | 238    | 153  | 0.64         |
| 4  | Georgi Iwanow     | 1997–2007           | 197    | 116  | 0.59         |
| 6  | Emil Spassow      | 1974–1990           | 415    | 111  | 0.27         |
| 7  | Dimitar Jordanow  | 1956–1965           | 207    | 104  | 0.50         |
| 8  | Misho Velchev     | 1981–1987           | 169    | 102  | 0.60         |
| 9  | Georgi Sokolow    | 1958–1969           | 237    | 83   | 0.35         |
| 10 | Aleksandar Kostow | 1955–1960 1961–1971 | 281    | 65   | 0.23         |

### Transferrekorde
| Zugänge - Georgi Tschilikow (FK Neftochimik) 01/02 1,5 Mio - Jean Carlos (Figueirense FC) 07/08 1 Mio - Youssef Rabeh (FAR Rabat) 07/08 0,8 Mio - Joãozinho (Associação Portuguesa) 07/08 0,8 Mio | Abgänge - Georgi Iwanow (Stade Rennes) 02/03 4,1 Mio - Richard Eromoigbe (FK Chimki) 07/08 1,25 Mio - Waleri Domowtschijski (Hertha BSC) 08/09 1 Mio |

## Derbybilanz
Levski – CSKA :

121 Spiele; 48 Siege, 34 Unentschieden, 39 Niederlagen; 181:168 Tore
Levski – Slawia :

119 Spiele; 56 Siege, 40 Unentschieden, 23 Niederlagen; 202:125 Tore
Levski – Lokomotive :

114 Spiele; 67 Siege, 26 Unentschieden, 21 Niederlagen; 212:104 Tore

## Bulgarische Fußballer des Jahres
Es sind nur Spieler aufgeführt, die damals auch bei Lewski Sofia spielten.
- 1965 – Georgi Asparuchow
- 1970 – Stefan Aladschow
- 1974 – Kiril Iwkow
- 1975 – Kiril Iwkow
- 1977 – Pawel Panow
- 1984 – Plamen Nikolow
- 1986 – Borislaw Michajlow
- 1999 – Alexandar Alexandrow
- 2000 – Georgi Iwanow
- 2001 – Georgi Iwanow

## Sonstiges
- Lewski besitzt die national größte Fangemeinde (genannt: „Lewskari“) und wird als „Verein des Volkes“ angesehen.
- Zwischen 1966 und 1985 blieb Lewski in 203 aufeinander folgenden Heimspielen ungeschlagen.
- Die mit Sicherheit kürzeste Amtszeit der Klubgeschichte bescherten einige Anhänger von Lewski ihrem neuen Trainer Ivajlo Petev. Während seiner Antrittspressekonferenz legten Fans ihm nahe, dass es eine gute Idee wäre, als erste Amtshandlung seine Trainingsjacke mit dem Klubemblem auszuziehen und anschließend sofort den Raum zu verlassen. Petev beugte sich und trat am nächsten Tag zurück. Grund für den frostigen Empfang: Petev wird nachgesagt, Sympathien für ZSKA zu hegen.